# John Sims
John Sims (Canterbury, 13 de octubre de 1749-Dorking, 26 de febrero de 1831) fue un médico y taxónomo botánico inglés.
Fue el primer editor de The Botanical Magazine, luego de su fundador William Curtis.

## Biografía
Recibió el grado de doctor en Medicina en Edimburgo en 1774, defendiendo la tesis De usu aquæ frigidæ interno. Estudió en Leyden de 1773 a 1774, y luego se instaló en Londres en 1779. Fue el facultativo de la princesa Carlota.
Su herbario fue adquirido por George Bentham (1800-1884) en 1829; y hoy se conserva en el herbario de los Reales Jardines Botánicos de Kew.
Con Karl Dietrich Eberhard König (1774-1851), publicó Annal of Botany desde 1804 a 1806, y luego el Curtis' Botanical Magazine de 1801 a 1826.

## Honores

### Membresías
- Sociedad linneana de Londres en 1788
- Royal Society en 1814.

#### Epónimos
Género
Robert Brown (1773-1858) le dedica en 1810: Simsia de la familia de Proteaceae.
Especies
- (Araceae) Philodendron simsii Hort. ex K.Koch[3]

- (Crassulaceae) Sempervivum simsii Sweet[4]

- (Crassulaceae) Aeonium simsii (Sweet) Stearn[5]

- (Ericaceae) Azalea simsii (Planch.) H.F.Copel.[6]

- (Mimosaceae) Racosperma simsii (Benth.) Pedley[7]

- (Urticaceae) Urtica simsii Voigt[8]

- (Zingiberaceae) Alpinia simsii Gasp.[9]

- La abreviatura «Sims» se emplea para indicar a John Sims como autoridad en la descripción y clasificación científica de los vegetales.[10]